# Rangárþing eystra
Rangárþing eystra (kiejtése: ˈrauŋkˌaurˌθiŋk ˌeistra) önkormányzat Izland Déli régiójában, amely 2002. június 9-én jött létre Austur-Eyjafjallahreppur, Vestur-Eyjafjallahreppur, Austur-Landeyjahreppur, Vestur-Landeyjahreppur, Fljótshlíðarhreppur és Hvolhreppur összevonásával.

## Az önkormányzatok egyesülése
2021-ben kezdeményezték Rangárþing eystra, Rangárþing ytra, Skaftárhreppur, Mýrdalshreppur és Ásahreppur önkormányzatok egyesülését Suðurland néven.

## Fordítás
- Ez a szócikk részben vagy egészben  a   Rangárþing eystra című izlandi Wikipédia-szócikk ezen változatának fordításán alapul.  Az eredeti cikk szerkesztőit annak laptörténete sorolja fel. Ez a jelzés csupán a megfogalmazás eredetét és a szerzői jogokat jelzi, nem szolgál a cikkben szereplő információk forrásmegjelöléseként.